# Daniel Bergman
Daniel Sebastian Bergman (pronuncia-se ˈbɛrjman em sueco) é um realizador sueco que nasceu a 7 de setembro de 1962. É filho de Ingmar Bergman e Käbi Laretei.

## Filmes
- 1987 - Ägget
- 1989 - Kajsa Kavat
- 1992 - Söndagsbarn
- 1997 - Svenska hjältar